# Curcuma pseudomontana
Curcuma pseudomontana är en enhjärtbladig växtart som beskrevs av John Graham. Curcuma pseudomontana ingår i släktet Curcuma och familjen Zingiberaceae. Inga underarter finns listade i Catalogue of Life.

## Bildgalleri

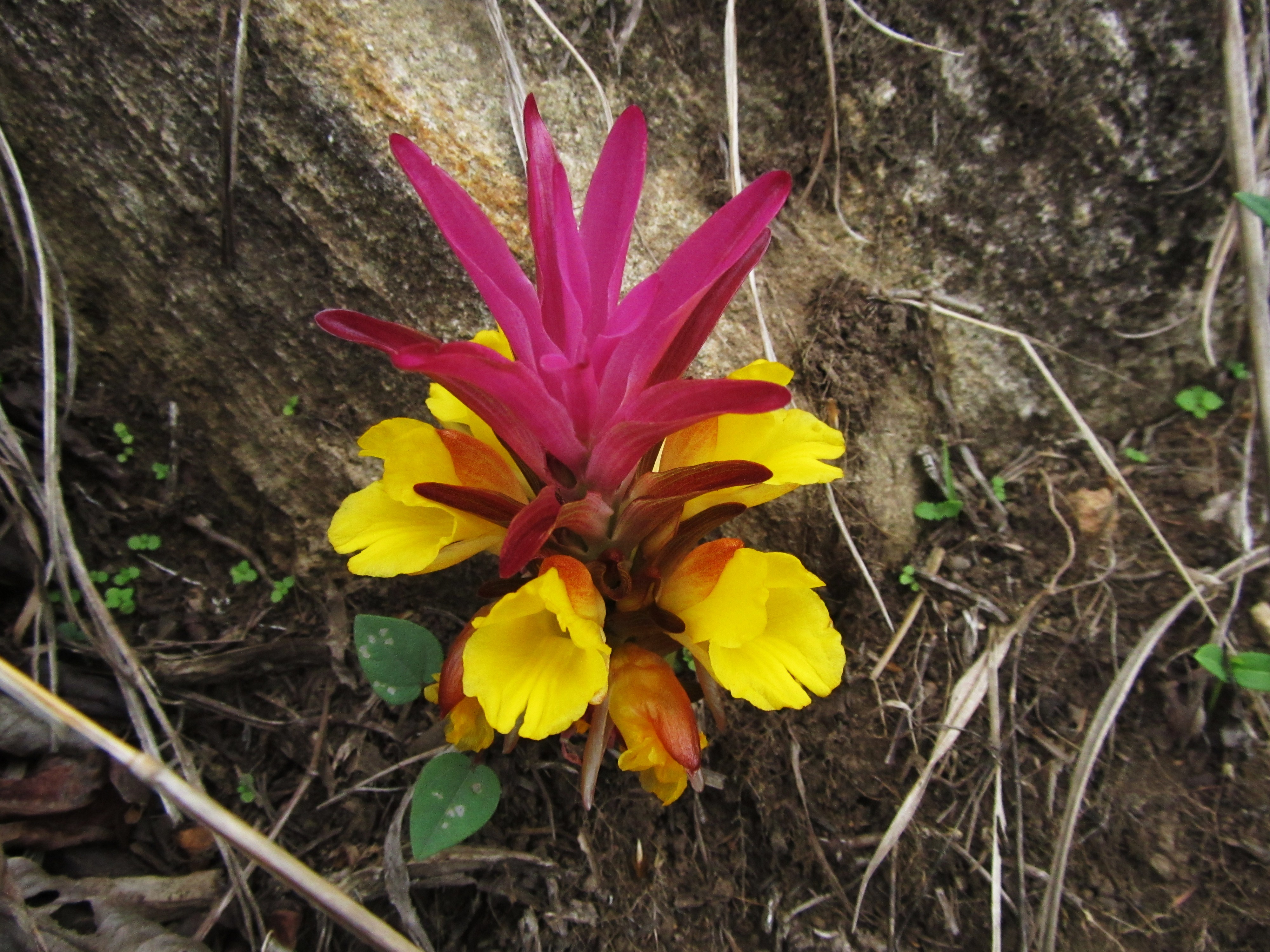